# Zuriko Jojua
Zuriko Jojua (ur. 14 października 1995) – gruziński zawodnik mieszanych sztuk walki (MMA). Od 2022 związany z polską federacją KSW, w której zajmuje 2 miejsce w oficjalnym rankingu wagi koguciej.

## Kariera MMA

### Wczesna kariera
Przed podpisaniem kontraktu z KSW karierę budował walcząc na mniejszych galach w Gruzji, w Rosji i na Ukrainie. Zgromadził na koncie sześć zwycięstw z rzędu i tylko jedną porażkę.

### KSW
W lutym 2022 ogłoszono, że Jojua podpisał kontrakt z federacją KSW, stając się pierwszym Gruzinem, który wejdzie do walki tej organizacji.
W pierwszej walce dla polskiego giganta, na gali KSW 67 w dniu 26 lutego 2022 zmierzył się z Niemcem, Szamilem Banukajewem. Gruzin z przytupem powitał się z nową organizacją poddając rywala balachą w trzeciej rundzie.
23 kwietnia 2022 w walce wieczoru gali KSW 69 miał zawalczyć z mistrzem Sebastianem Przybyszem o pas mistrzowski wagi koguciej. 15 kwietnia organizacja ogłosiła, że Zura doznał kontuzji żeber, która wykluczyła go z pojedynku. Nowym rywalem Przybysza został Werlleson Martins.
12 listopada 2022 na KSW 76, które odbyło się w hali widowiskowo-sportowej, w Grodzisku Mazowieckim zmierzył się z byłym mistrzem wagi koguciej, Antunem Račiciem. Jojua przez trzy rundy zdominował zapaśniczo Chorwata i zwyciężył jednogłośną decyzją sędziów, którzy punktowali identycznie w stosunku 30-27.
Podczas gali XTB KSW 83: Colosseum 2 na Stadionie Narodowym ponownie miał stanąć do walki o pas mistrzowski wagi koguciej, tym razem w konfrontacji z Jakubem Wikłaczem. 26 kwietnia ogłoszono, że Jojua nie zawalczy z powodu uszkodzonych więzadeł w kolanie. Do mistrzowskiej konfrontacji zawodników doszło podczas gali XTB KSW 92, która odbyła się 16 marca 2024 w Gorzowie Wielkopolskim. Uległ rywalowi jednogłośnie na kartach punktowych. Pojedynek obu zawodników został nagrodzony przez organizację dodatkowym bonusem za najlepszą walkę wieczoru.
Sześć miesięcy później na wrześniowej gali XTB KSW 98 w Lubinie stoczył walkę z Brazylijczykiem, Werllesonem Martinsem. Jojua udanie powrócił na zwycięskie tory, pokonując rywala jednogłośnie na kartach punktowych.  
14 czerwca 2025 podczas gali XTB KSW 107 w Ergo Arenie miało dojść do jego walki z Niemcem, Islamem Djabrailovem. Na początku czerwca ogłoszono, że Jojua wycofał się z walki, z powodu kontuzji, a na jego miejsce wszedł Wenezuelczyk, Marcello Morelli.  

## Osiągnięcia

### Mieszane sztuki walki
- Konfrontacja Sztuk Walki
  - Bonus za walkę wieczoru (raz) vs. Jakub Wikłacz[17]

## Lista zawodowych walk w MMA
| Wynik     | Bilans | Przeciwnik (bilans przed walką) | Rozstrzygnięcie                             | Runda | Czas | Rozgrywki                                 | Data       | Miejsce             | Uwagi                                                                                 |
| --------- | ------ | ------------------------------- | ------------------------------------------- | ----- | ---- | ----------------------------------------- | ---------- | ------------------- | ------------------------------------------------------------------------------------- |
| Wygrana   | 10-2   | Werlleson Martins (18-6)        | Decyzja (jednogłośna)                       | 3     | 5:00 | XTB KSW 98: Paczuski vs. Zerhouni         | 14.09.2024 | Lubin               |                                                                                       |
| Przegrana | 9-2    | Jakub Wikłacz (14-3-2)          | Decyzja (jednogłośna)                       | 5     | 5:00 | XTB KSW 92: Wikłacz vs. Jojua             | 16.03.2024 | Gorzów Wielkopolski | Pojedynek o pas mistrzowski KSW w wadze koguciej. Bonus za walkę wieczoru. Main Event |
| Wygrana   | 9-1    | Antun Račić (26-10-1)           | Decyzja (jednogłośna)                       | 3     | 5:00 | KSW 76: Parnasse vs. Rajewski             | 12.11.2022 | Grodzisk Mazowiecki |                                                                                       |
| Wygrana   | 8-1    | Szamil Banukajew (7-1)          | Poddanie (dźwignia prosta na staw łokciowy) | 3     | 1:57 | KSW 67: De Fries vs. Stosič               | 26.02.2022 | Warszawa            | Debiut w KSW.                                                                         |
| Wygrana   | 7-1    | Andrey Tyshchenko (5-1)         | Decyzja (jednogłośna)                       | 3     | 5:00 | B1 MMA: Mad Cage                          | 06.11.2021 | Kijów               |                                                                                       |
| Wygrana   | 6-1    | Vladislav Kohnenko (5-0)        | Decyzja (jednogłośna)                       | 3     | 5:00 | GCFC 10                                   | 14.08.2020 | Kijów               |                                                                                       |
| Wygrana   | 5-1    | Vladislav Grishin (0-0)         | Decyzja (jednogłośna)                       | 3     | 5:00 | MMA Pro Ukraine 19                        | 25.05.2019 | Kamieniec Podolski  |                                                                                       |
| Wygrana   | 4-1    | Zaurbek Aysinov (1-0)           | TKO (ciosy pięściami)                       | 1     | 1:32 | FFP: Confrontation 2                      | 30.09.2018 | Moskwa              |                                                                                       |
| Wygrana   | 3-1    | Aleksandr Manokha (0-0)         | Poddanie (duszenie gilotynowe)              | 2     | 1:00 | Reconquista 5                             | 28.05.2018 | Kijów               |                                                                                       |
| Wygrana   | 2-1    | Ruslan Tedeevi (0-0)            | Poddanie (duszenie trójkątne)               | 2     | ?    | GAMMA - Georgian Amateur MMA Championship | 24.05.2018 | Tbilisi             |                                                                                       |
| Przegrana | 1-1    | Alkhas Dzuev (2-2)              | Decyzja (jednogłośna)                       | 3     | 5:00 | Tech-Krep FC - Prime Selection 13         | 07.04.2017 | Nalczyk             |                                                                                       |
| Wygrana   | 1-0    | Elnar Hasinov (0-0)             | Poddanie (balacha)                          | 1     | 1:40 | IHCMAF - International MMA Tournament     | 03.08.2015 | Tbilisi             |                                                                                       |